# Gustav Meinecke
Gustav Hermann Meinecke (* 15. Februar 1854 in Stendal, Altmark, Königreich Preußen; † 11. April 1903 in Berlin) war ein deutscher Publizist, Zeitschriftenherausgeber und Verleger, der sich besonders kolonialpolitisch engagierte.

## Leben und Wirken
Gustav Meinecke besuchte das Pädagogium zum Kloster Unser Lieben Frauen in Magdeburg und das Gymnasium in Seehausen in der Altmark.  Danach wanderte er nach Nordamerika aus und ließ sich in Texas nieder, wo er vor allem journalistisch tätig war. Danach lebte er in Paris und Zürich.
1882 kehrte Gustav Meinecke nach Deutschland zurück. 1887 wurde er leitender Redakteur der Deutschen Kolonialzeitung des Deutschen Kolonialverbandes. Danach engagierte er sich für verschiedene kolonialpolitische Aktivitäten. 1893 gründete er die Usambara-Kaffeebaugesellschaft und reiste 1894 dafür zeitweise nach Deutsch-Ostafrika, danach gründete er den Deutschen Kolonialverlag und war Initiator des Deutschen Kolonialmuseums von 1899.

## Publizistische Tätigkeiten
Gustav Meinecke gehörte zu den aktivsten deutschen Publizisten zu kolonialpolitischen Themen.
Herausgeber
- Deutsche Kolonialzeitung, 1887–1898.
- Koloniales Jahrbuch, 1889–1902; archive.org hathitrust.org; Neudruck 2016.
- Deutscher Kolonial-Kalender.

Autor
- Sechs Jahre deutscher Kolonialpolitik. 1890.
- Aus dem Lande der Suaheli. Berlin 1895.
- Katechismus der Auswanderung. Leipzig 1896.
- Die deutschen Kolonien in Wort und Bild. 1899; suub.uni-bremen.de – 2. Auflage: 1901; Neudruck 2017.
- Der deutsche Export nach den Tropen. Berlin 1900.
- Wirtschaftliche Kolonialpolitik. 2 Bände. Berlin 1900.
- Aus drei Weltteilen. 2 Bände. 1900, 1901; Novellen und Erzählungen.

Bearbeiter
- Deutschland und seine Kolonien im Jahre 1896. Berlin 1897 (amtlicher Bericht über die erste deutsche Kolonialausstellung); suub.uni-bremen.de